# Matthijs de Ligt
Matthijs de Ligt (phát âm tiếng Hà Lan: [mɑˈtɛis də ˈlɪxt], sinh ngày 12 tháng 8 năm 1999) là một cầu thủ bóng đá chuyên nghiệp người Hà Lan hiện đang thi đấu ở vị trí trung vệ cho câu lạc bộ Premier League Manchester United và đội tuyển bóng đá quốc gia Hà Lan. Được đánh giá là một trong những trung vệ xuất sắc nhất thế giới trong thế hệ của mình, anh nổi tiếng nhờ lối chơi giàu thể lực, khả năng lãnh đạo và khả năng không chiến tốt.
De Ligt ra mắt đội một của Ajax vào tháng 9 năm 2016 trong trận đấu cúp với Willem II. Anh ghi bàn từ một quả phạt góc sau 25 phút, trở thành cầu thủ ghi bàn trẻ thứ hai sau Clarence Seedorf. Vào ngày 24 tháng 5, anh trở thành cầu thủ trẻ nhất (17 tuổi 285 ngày) chơi trong một trận chung kết lớn ở châu Âu khi đá chính trong trận gặp Manchester United trong trận chung kết UEFA Europa League 2017. Vào ngày 17 tháng 12 năm 2018, De Ligt đã giành được giải thưởng Cậu bé vàng, qua đó trở thành hậu vệ đầu tiên giành được giải thưởng này. Mùa giải tiếp theo, anh giúp Ajax giành cú đúp quốc nội và lọt vào bán kết Champions League. Màn trình diễn xuất sắc của anh trong mùa giải đó đã giúp anh chuyển đến câu lạc bộ Serie A Juventus, và sau đó anh giành được danh hiệu Kopa Trophy vào năm 2019. Anh giành được chức vô địch Serie A trong mùa giải đầu tiên của mình với đội bóng thành Turin.
Năm 2017, De Ligt có trận ra mắt đội tuyển Hà Lan ở tuổi 17, trở thành cầu thủ trẻ nhất ra sân cho đội tuyển quốc gia kể từ năm 1931. Kể từ đó, anh đại diện cho đội tuyển thi đấu tại UEFA Euro 2020 và FIFA World Cup 2022.

## Sự nghiệp câu lạc bộ

### Ajax

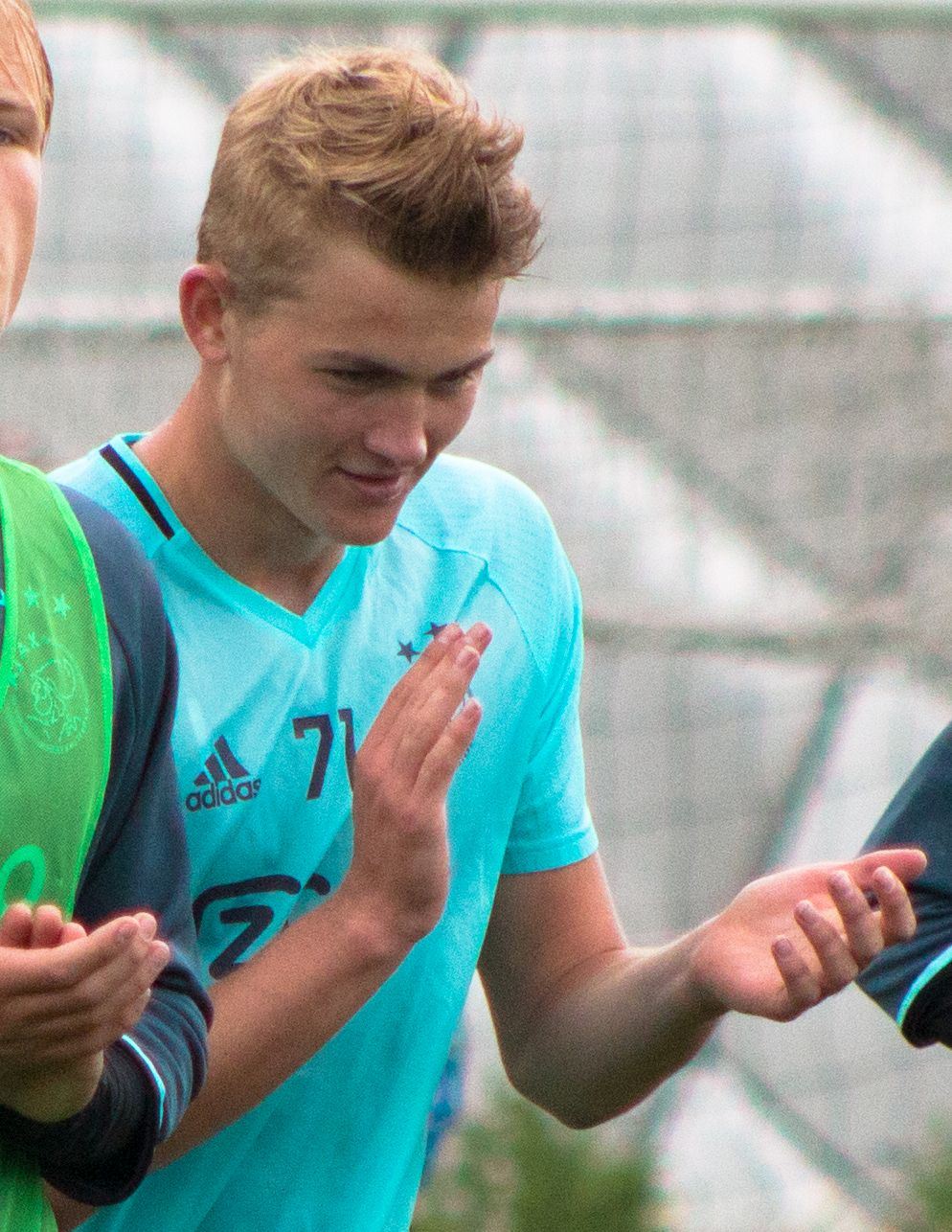
De Ligt tập luyện với Ajax năm 2016

De Ligt gia nhập học viện trẻ của Ajax khi anh lên 9 tuổi từ câu lạc bộ địa phương ở Abcoude, nằm bên ngoài Amsterdam. Lúc đầu, các huấn luyện viên ở học viện trẻ nghĩ rằng de Ligt quá chậm chạp và không đủ thể hình, nhưng bù lại de Ligt đã có cơ hội phát triển trong học viện và tiếp tục chứng minh những phẩm chất của mình.

#### 2016–17: Jong Ajax và sự phát triển
Anh ra mắt cho Jong Ajax vào ngày 8 tháng 8 năm 2016 trong trận đấu tại Eerste Divisie với FC Emmen, chơi cả trận. Trong mùa giải, De Ligt đã chơi 17 trận cho Jong Ajax.
Vào ngày 21 tháng 9, De Ligt có trận ra mắt đội một của Ajax trong trận đấu cúp với Willem II. Anh ấy ghi bàn từ một quả phạt góc sau 25 phút, trở thành cầu thủ ghi bàn trẻ thứ hai sau Clarence Seedorf; Ajax thắng trận 5–0. Vào ngày 24 tháng 10, Ajax thông báo qua Twitter rằng De Ligt đã được đôn lên đội một.
De Ligt nhanh chóng có tên trong đội một sau khi được thăng hạng và ra sân 11 trận ở giải VĐQG và 9 trận ở Europa League. Vào ngày 24 tháng 5, anh trở thành cầu thủ trẻ nhất (17 tuổi 285 ngày) chơi trong một trận chung kết lớn ở châu Âu khi đá chính trong trận gặp Manchester United trong trận chung kết UEFA Europa League 2017.

#### 2017–19: Đột phá và băng đội trưởng
Sau khi bán Davinson Sánchez cho Tottenham Hotspur vào tháng 8 năm 2017, De Ligt bắt đầu đá chính cho đội một. Anh được vinh danh là đội trưởng trẻ nhất của Ajax vào tháng 3 năm 2018 sau chấn thương của đội trưởng câu lạc bộ Joël Veltman.
De Ligt ra sân 37 trận trên mọi đấu trường và ghi được 3 bàn thắng. Anh ấy đá chính trong tất cả 31 trận đấu của mình tại giải VĐQG và chơi tất cả 90 phút trừ một trận (anh ấy bị thay ra ở phút thứ 33 trong trận đấu với SBV Vitesse do chấn thương). Do màn trình diễn của De Ligt cho Ajax, anh ấy đã được liên kết với nhiều câu lạc bộ hàng đầu châu Âu.
Vào ngày 17 tháng 12 năm 2018, De Ligt đã giành được giải thưởng Golden Boy, trở thành hậu vệ đầu tiên giành được giải thưởng này. Vào ngày 13 tháng 2 năm 2019, De Ligt trở thành đội trưởng trẻ nhất từng tham dự một trận đấu loại trực tiếp Champions League khi 19 tuổi 186 ngày, trong trận đấu với Real Madrid. Vào ngày 27 tháng 2 năm 2019, anh chơi trận đấu chính thức thứ 100 cho Ajax trong chiến thắng Klassieker 3–0 trước Feyenoord tại cúp quốc gia Hà Lan, trở thành cầu thủ Ajax trẻ nhất từng đạt được cột mốc này.
Vào ngày 16 tháng 4 năm 2019, De Ligt đã ghi bàn thắng quyết định trong trận tứ kết Champions League với Juventus để đưa Ajax vào bán kết của giải đấu lần đầu tiên kể từ mùa giải 1996–97 của giải đấu. Bàn thắng của anh cũng giúp anh trở thành cầu thủ Hà Lan trẻ nhất ghi bàn ở vòng loại trực tiếp kể từ Nordin Wooter năm 1996 và là hậu vệ trẻ thứ hai từng ghi bàn sau Joël Matip.

### Juventus

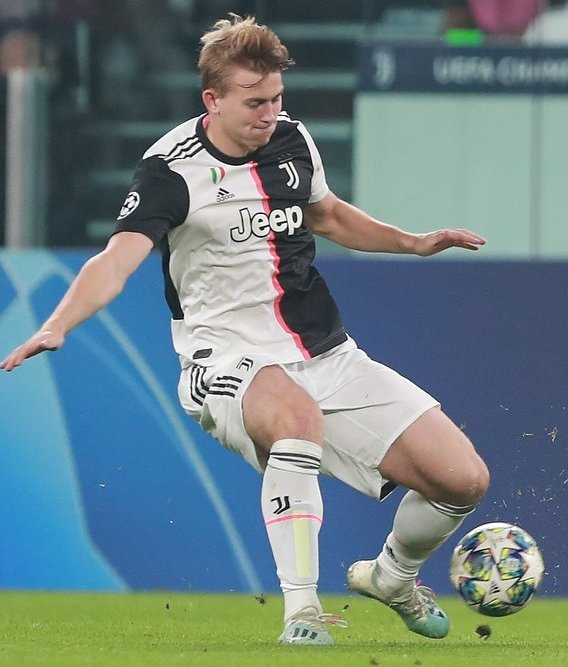
De Ligt thi đấu cho Juventus năm 2019

Vào ngày 18 tháng 7 năm 2019, De Ligt đã ký hợp đồng với nhà vô địch Serie A Juventus theo hợp đồng 5 năm với mức phí 75 triệu euro, được trả thành 5 đợt hàng năm, với chi phí bổ sung là 10,5 triệu euro. Anh có trận ra mắt chính thức cho câu lạc bộ trong chiến thắng 4–3 trên sân nhà trước Napoli ở Serie A vào ngày 31 tháng 8. Vào ngày 3 tháng 11, anh ghi bàn đầu tiên cho câu lạc bộ trong chiến thắng 1–0 trước đối thủ cùng thành phố Torino trong trận Derby della Mole.

### Bayern München
Vào ngày 19 tháng 7 năm 2022, De Ligt ký hợp đồng với nhà vô địch Bundesliga Bayern München theo hợp đồng 5 năm với mức phí ban đầu được báo cáo là 67 triệu euro, có khả năng tăng lên 77 triệu euro trong các điều khoản bổ sung. Vào ngày 21 tháng 8, anh ghi bàn thắng đầu tiên tại Bundesliga trong chiến thắng 7–0 trước Bochum.

### Manchester United
Vào ngày 13 tháng 8 năm 2024, Manchester United ra thông báo chính thức ký hợp đồng có thời hạn 5 năm với Mathijs de Ligt. Anh có bàn thắng đầu tiên cho United trong trận đấu trên sân Southampton F.C. ngày 14 tháng 9 năm 2024 thuộc vòng 4 Ngoại hạng Anh mùa bóng 2024-2025, mở tỉ số của trận đấu và qua đó giúp United thắng lợi chung cuộc 3-0, đồng thời giành giải cầu thủ xuất sắc nhất trận đấu từ ban tổ chức.

## Sự nghiệp quốc tế
Vào ngày 25 tháng 3 năm 2017, De Ligt đã ra mắt đội tuyển quốc gia Hà Lan trong trận thua với tỷ số 0–2 trước Bulgaria ở trận đấu thuộc vòng loại FIFA World Cup 2018. Huấn luyện viên đội tuyển quốc gia, Danny Blind, đã gọi de Ligt lên đội tuyển quốc gia mặc dù anh chỉ mới ra sân thi đâu hai trận cho Ajax. Ở tuổi 17, de Ligt trở thành cầu thủ trẻ nhất ra sân cho đội tuyển quốc gia kể từ năm 1931.
Tại UEFA Nations League, De Ligt đã có tên trong đội hình xuất phát và thi đấu trọn vẹn 90 phút trong cả bốn trận đấu ở vòng bảng với Đức và Pháp; Hà Lan đã giành được vị trí đứng đầu bảng đấu và được tham dự vòng chung kết UEFA Nations League 2019 diễn ra vào đầu tháng 6 năm 2019. Trong trận bán kết vào ngày 5 tháng 6, anh ấy đã đánh đầu ghi bàn vào lưới Anh khi đội của anh ấy giành được một suất trong trận chung kết, nơi Hà Lan bị Bồ Đào Nha đánh bại 0–1.
Vào ngày 27 tháng 6 năm 2021, anh bị đuổi khỏi sân vì chơi bóng bằng tay trong trận đấu thuộc vòng 16 đội UEFA Euro 2020 với Cộng hòa Séc, trận đấu mà Hà Lan sau đó đã để thủng lưới hai bàn và bị loại khỏi giải đấu.

## Phong cách thi đấu
De Ligt được các chuyên gia coi là một trong những tài năng trẻ được đánh giá cao nhất của bóng đá thế giới, thể hiện qua việc anh giành được giải thưởng Golden Boy 2018, giải thưởng được trao cho cầu thủ trẻ ấn tượng nhất của bóng đá châu Âu.
Từng chơi ở vị trí tiền vệ tấn công khi còn trẻ, De Ligt là một trung vệ thuận chân phải có năng khiếu về thể chất lẫn kỹ thuật, người được biết đến với khả năng tắc bóng, dự đoán, kèm người, chiều cao, sức mạnh, tốc độ và đường chuyền chính xác, giúp anh ấy bắt đầu các pha tấn công từ phía sau. Chiều cao của anh ấy cho phép anh ấy trở thành mối đe dọa lớn từ các tình huống cố định, trong khi sức mạnh của anh ấy có nghĩa là anh ấy khó có thể bị đẩy khỏi bóng, đặc biệt là trong các pha tranh chấp trên không. Phong cách chơi bóng của anh thường được so sánh với hậu vệ Barcelona Gerard Piqué; anh cũng được ví như Jan Vertonghen, do "khả năng dâng cao tương tự, xu hướng tạo thêm người ở hàng tiền vệ và sự điềm tĩnh khi cầm bóng," và người đồng hương Ronald Koeman, nhờ "khả năng sút uy lực và sức mạnh cơ thể."
Một hồ sơ UEFA.com năm 2019 đã mô tả De Ligt là một "thủ lĩnh bẩm sinh [người] là một trung vệ thuận cả hai chân thanh lịch. Thống trị không chiến, anh ấy được trời phú cho sức mạnh, khả năng phân phối tốt và điềm tĩnh, đồng thời có thể chơi tấn công từ cánh trở lại nhờ sự tự tin khi cầm bóng, trong khi khả năng chọn vị trí thông minh giúp anh từ chối những đường chuyền tốc độ.Với khả năng đọc trận đấu, anh ấy thậm chí có thể chơi ở hàng tiền vệ.Khả năng lãnh đạo của anh ấy cũng khiến anh ấy nổi bật: anh ấy mới 18 tuổi khi được chọn làm đội trưởng của Ajax." Cùng năm đó, Paul Wilkes của The Independent viết rằng "Khả năng chơi tấn công từ phía sau và tổ chức đồng đội của De Ligt là những tài sản quý giá trong thời điểm mà việc thiếu hụt các hậu vệ chất lượng đã được đề cao."
Cựu hậu vệ của Liverpool và đội tuyển Anh Jamie Carragher ca ngợi De Ligt về "thể chất" và "phẩm chất lãnh đạo" của anh. Carragher cũng cho biết anh chơi "như thể anh 24 hoặc 25 tuổi" cho thấy sự trưởng thành và sức mạnh. Về De Ligt, cựu trung vệ người Hà Lan Jaap Stam nói: "Cậu ấy có sự điềm tĩnh với trái bóng, cậu ấy năng nổ về mặt chiến thuật, cậu ấy nhìn thấy trận đấu, cậu ấy đọc trận đấu tốt và cậu ấy có động lực đó cho bản thân cũng như những gì bạn cần đạt được và nơi bạn muốn đến." Khi ký hợp đồng với Juventus, Marcello Lippi, một trong những huấn luyện viên trưởng cũ của câu lạc bộ, nói về màn trình diễn sớm của hậu vệ này: "Tôi đã thấy rất nhiều cầu thủ vĩ đại, như Alessandro Nesta, Franco Baresi, Paolo Maldini, Ciro Ferrara, Fabio Cannavaro, and Marco Materazzi. Tôi chưa từng thấy ai như vậy ở độ tuổi của anh ấy."
Vào năm 2019, Giacomo Chiuchiolo đã mô tả De Ligt là một hậu vệ trẻ "hoàn chỉnh" và tài năng, nói rằng mặc dù anh ấy không phải là người nhanh nhẹn đặc biệt, nhưng anh ấy sở hữu vị trí tuyệt vời và khả năng đọc trận đấu, cùng với những phẩm chất kỹ thuật và thể chất khác của anh. Bất chấp tài năng của mình, đôi khi anh bị chỉ trích trên các phương tiện truyền thông vì không nhất quán do thỉnh thoảng có xu hướng phạm sai sót hoặc sai sót. Vào tháng 10 năm 2019, đồng đội ở hàng phòng ngự Juventus của anh, Leonardo Bonucci, cho biết anh ấy tin rằng De Ligt sẽ khắc phục những điểm yếu này theo thời gian, khi anh ấy trưởng thành và có thêm kinh nghiệm theo tuổi tác, đồng thời thích nghi thành công với chiến lược phòng ngự mới của đội dưới thời huấn luyện viên Maurizio Sarri, người sử dụng một đánh dấu khu vựchệ thống hơn là đánh dấu giữa người với người.

## Đời tư
De Ligt đang có mối quan hệ với người mẫu Hà Lan Annekee Molenaar, con gái của Keje Molenaar.

## Thống kê sự nghiệp

### Câu lạc bộ
Tính đến 8 tháng 3 năm 2023
| Câu lạc bộ          | Mùa giải            | Hạng đấu            | Hạng đấu | Hạng đấu | Cúp quốc gia | Cúp quốc gia | Châu Âu | Châu Âu | Khác | Khác | Tổng cộng | Tổng cộng |
| Câu lạc bộ          | Mùa giải            | Division            | Trận     | Bàn      | Trận         | Bàn          | Trận    | Bàn     | Trận | Bàn  | Trận      | Bàn       |
| ------------------- | ------------------- | ------------------- | -------- | -------- | ------------ | ------------ | ------- | ------- | ---- | ---- | --------- | --------- |
| Jong Ajax           | 2016–17             | Eerste Divisie      | 17       | 1        | —            | —            | —       | —       | —    | —    | 17        | 1         |
| Ajax                | 2016–17             | Eredivisie          | 11       | 2        | 3            | 1            | 9       | 0       | —    | —    | 23        | 3         |
| Ajax                | 2017–18             | Eredivisie          | 33       | 3        | 2            | 0            | 4       | 0       | —    | —    | 39        | 3         |
| Ajax                | 2018–19             | Eredivisie          | 33       | 3        | 5            | 1            | 17      | 3       | —    | —    | 55        | 7         |
| Ajax                | Tổng cộng           | Tổng cộng           | 77       | 8        | 10           | 2            | 30      | 3       | 0    | 0    | 117       | 13        |
| Juventus            | 2019–20             | Serie A             | 29       | 4        | 4            | 0            | 6       | 0       | 0    | 0    | 39        | 4         |
| Juventus            | 2020–21             | Serie A             | 27       | 1        | 4            | 0            | 5       | 0       | 0    | 0    | 36        | 1         |
| Juventus            | 2021–22             | Serie A             | 31       | 3        | 4            | 0            | 7       | 0       | 0    | 0    | 42        | 3         |
| Juventus            | Tổng cộng           | Tổng cộng           | 87       | 8        | 12           | 0            | 18      | 0       | 0    | 0    | 117       | 8         |
| Bayern Munich       | 2022–23             | Bundesliga          | 20       | 2        | 3            | 0            | 5       | 0       | 1    | 0    | 29        | 2         |
| Tổng cộng sự nghiệp | Tổng cộng sự nghiệp | Tổng cộng sự nghiệp | 201      | 18       | 26           | 2            | 52      | 3       | 1    | 0    | 280       | 23        |

1. ↑  Bao gồm KNVB Cup, Coppa Italia, DFB-Pokal
2. ↑  Ra sân tại UEFA Europa League
3. ↑  2 lần ra sân tại UEFA Champions League, hai lần tại UEFA Europa League
4. 1 2 3 4 5  Ra sân tại UEFA Champions League
5. ↑  Appearance in DFL-Supercup

### Quốc tế
Tính đến 26 tháng 3 năm 2024
| Đội tuyển quốc gia | Năm       | Trận | Bàn |
| ------------------ | --------- | ---- | --- |
| Hà Lan             | 2017      | 3    | 0   |
| Hà Lan             | 2018      | 10   | 0   |
| Hà Lan             | 2019      | 10   | 2   |
| Hà Lan             | 2021      | 10   | 0   |
| Hà Lan             | 2022      | 7    | 0   |
| Hà Lan             | 2023      | 2    | 0   |
| Hà Lan             | 2024      | 2    | 0   |
| Tổng cộng          | Tổng cộng | 44   | 2   |

Tính đến 3 tháng 12 năm 2022
Tỷ số và kết quả liệt kê bàn thắng của Hà Lan trước, cột tỷ số cho biết tỷ số sau mỗi bàn thắng của De Ligt
| # | Ngày                | Địa điểm                                           | Trận | Đối thủ | Tỷ số | Kết quả      | Giải đấu                                | Nguồn  |
| - | ------------------- | -------------------------------------------------- | ---- | ------- | ----- | ------------ | --------------------------------------- | ------ |
| 1 | 24 tháng 3 năm 2019 | Johan Cruyff Arena, Amsterdam, Hà Lan              | 15   | Đức     | 1–2   | 2–3          | Vòng loại UEFA Euro 2020                | [ 55 ] |
| 2 | 6 tháng 6 năm 2019  | Estádio D. Afonso Henriques, Guimarães, Bồ Đào Nha | 16   | Anh     | 1–1   | 3–1 (s.h.p.) | Vòng chung kết UEFA Nations League 2019 | [ 56 ] |

## Danh hiệu

### Câu lạc bộ
Ajax
- Eredivisie: 2018–19
- KNVB Cup: 2018–19

Juventus
- Serie A: 2019–20
- Coppa Italia: 2020–21
- Supercoppa Italiana: 2020

#### Bayern Munich
- Bundesliga: 2022–23
- DFL-Supercup: 2022

### Cá nhân
- Cầu thủ hay nhất của ABN AMRO Future Cup: 2015[57]
- Cầu thủ hay nhất của Copa Amsterdam: 2015[58]
- Tài năng tương lai AFC Ajax (giải Sjaak Swart): 2016[59]
- Đội hình tiêu biểu UEFA Europa League: 2016–17[60]
- Tài năng của năm AFC Ajax (giải Marco van Basten): 2018[61]
- Giải đồng Cầu thủ xuất sắc nhất năm của Hà Lan: 2018[62]
- Golden Boy: 2018[63]
- Đội hình tiêu biểu UEFA Champions League: 2018–19[64]
- Đội hình tiêu biểu Eredivisie: 2017–18,[65] 2018–19[66]
- Đội hình tiêu biểu Vòng chung kết UEFA Nations League: 2019[67]
- Cầu thủ Hà Lan xuất sắc nhất mùa giải: 2018–19[68]